# Oreolalax omeimontis
Oreolalax omeimontis är en groddjursart som först beskrevs av Liu och Hu 1960.  Oreolalax omeimontis ingår i släktet Oreolalax och familjen Megophryidae. IUCN kategoriserar arten globalt som starkt hotad. Inga underarter finns listade i Catalogue of Life.